# Heio Letzel
Heio Letzel (* 1947 in München) ist ein deutscher Dokumentarfilmer und Filmjournalist.
Letzel verbrachte seine Kindheit im Allgäu, seine Jugend im bayerischen Oberland. Er studierte Theater- und Zeitungswissenschaft sowie Philosophie und Psychologie.
Anschließend drehte er über 20 Jahre Berichte für die Sendung Unser Land des Bayerischen Fernsehens. Danach arbeitete er vor allem für die Reihe Unter unserem Himmel und "Bilder einer Landschaft" des gleichen Senders. Mit der Sendung „Dörfer zwischen gestern und morgen“ verabschiedete er sich im Herbst 2013 in den Ruhestand.
Heio Letzel ist Ordentliches Mitglied der Bayerischen Akademie Ländlicher Raum.

## Dokumentationen (Auswahl)
- Über den Albula ins Engadin, (2006)
- Šumava – Im Herzen des Böhmerwalds, (2004)
- Dem Schweizer Himmel nah – Im Simmental und Saanenland
- Ins Hohenloher Land
- Der Main, Dokumentation in fünf Teilen zusammen mit Meinhard Prill
- Wenn Dörfer ihr Gesicht verlieren, (2009)